# عصب قلبي أوسط
العصب القلبي الأوسط أكبر الأعصاب القلبية الثلاثة، وينشأ من العقدة الوسطى العنقية، أو من الجذع بين العقد الوسطى والسفلى. وعلى الجانب الأيمن ينزل خلف الشريان السباتي، وعند جذر العنق يمتد إما أمام أو خلف الشريان الترقوي؛ ثم ينزل حتى القصبة الهوائية، ويستقبل خيوطا قليلة من العصب الراجع، وينضم إلى النصف الأيمن من الجزء العميق من الضفيرة القلبية. وعلى الجانب الأيسر، يدخل العصب القلبي الأوسط الصدر بين الشريان السباتي الأيسر وشرايين الترقوة، ويلتقي بالنصف الأيسر من الجزء العميق من الضفيرة القلبية.